# Frocourt
Frocourt [fʁɔkuʁ] ist eine französische Gemeinde mit 522 Einwohnern (Stand 1. Januar 2022) im Département Oise in der Region Hauts-de-France. Die Gemeinde liegt im Arrondissement Beauvais und ist Teil der Communauté d’agglomération du Beauvaisis und des Beauvais-2.

## Geographie
Die Gemeinde mit dem Weiler Vessencourt liegt an dem 11,8 Kilometer langen Bach Ru de Berneuil, einem Zufluss des Thérain, rund sechs Kilometer südlich von Beauvais. Durch die Gemeinde verläuft die als Schnellstraße ausgebaute Route nationale 31, die Südtangente von Beauvais.

## Geschichte

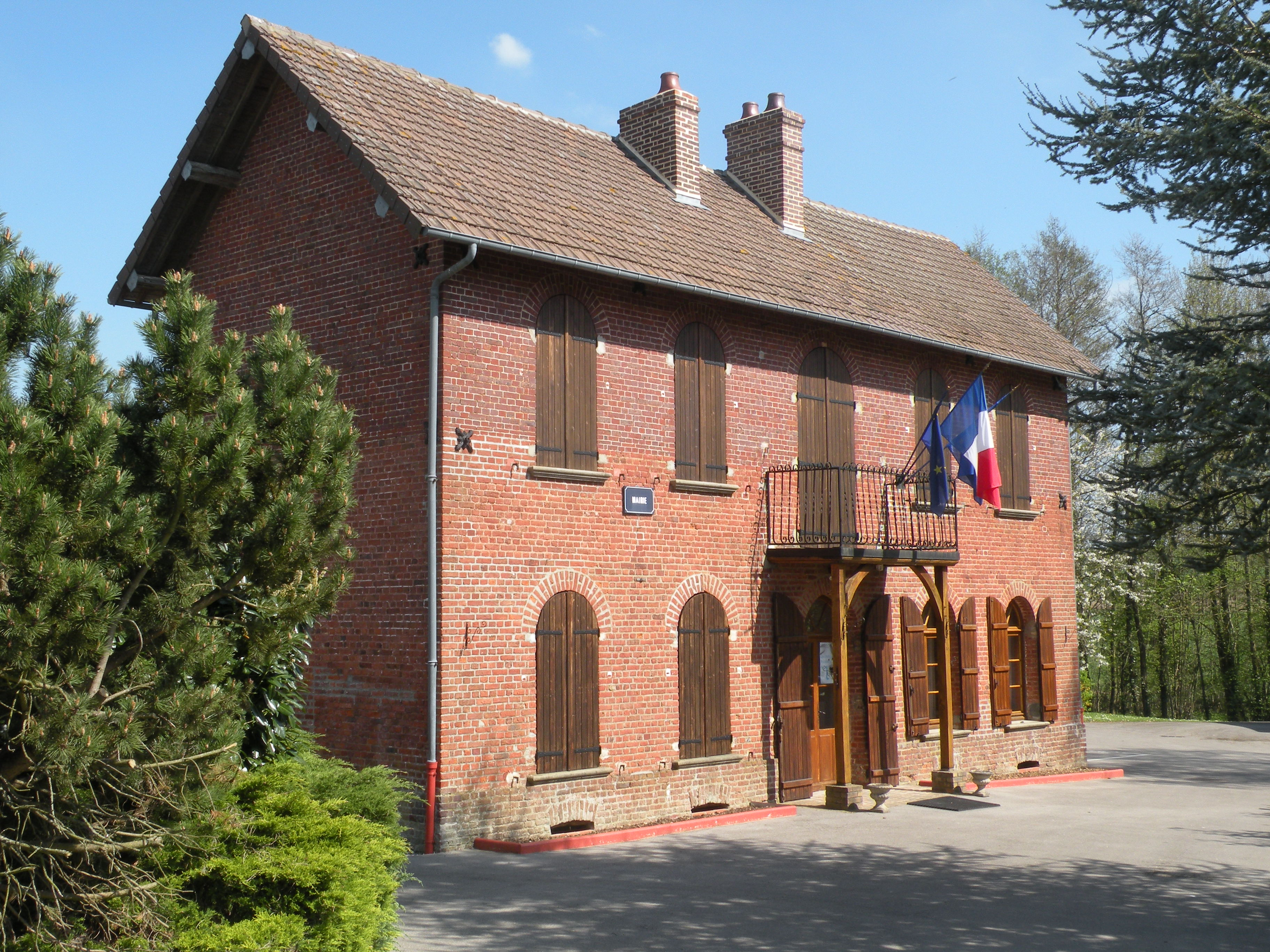
Mairie (Rathaus)

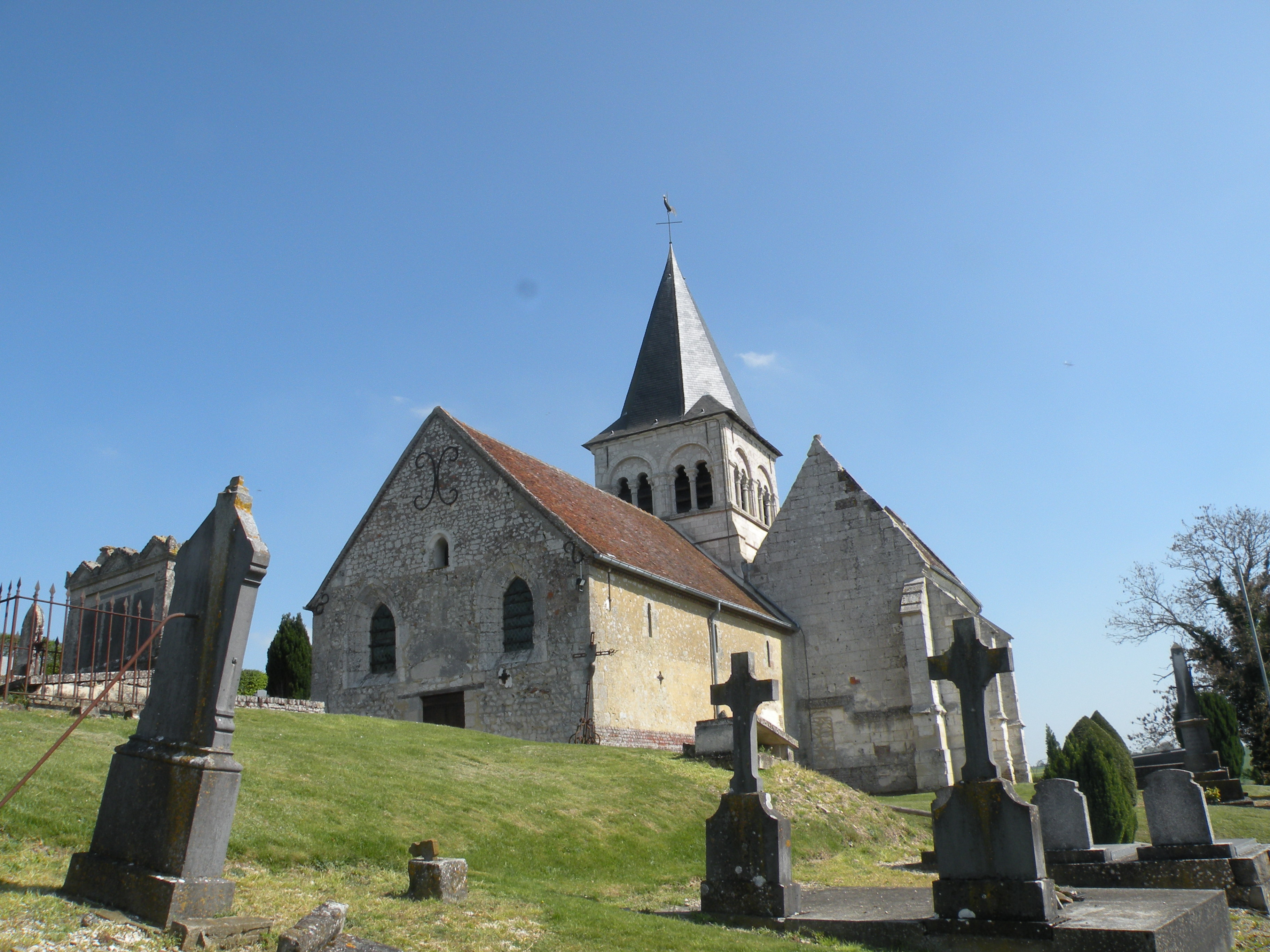
Kirche Saint-Fuscien

Der Ort soll an der Stelle einer römischen Villa gegründet worden sein. Das Schloss aus der Zeit um 1850 ist heute nicht mehr erhalten.

## Einwohner
| 1962 | 1968 | 1975 | 1982 | 1990 | 1999 | 2006 | 2011 |
| ---- | ---- | ---- | ---- | ---- | ---- | ---- | ---- |
| 177  | 171  | 186  | 300  | 534  | 514  | 510  | 544  |

## Verwaltung
Bürgermeister (maire) ist seit 2001 Edmond Bailly.

## Sehenswürdigkeiten
- 1998 als Monument historique eingetragene Kirche Saint-Fuscien aus dem 12. Jahrhundert mit romanischem Vierungsturm[2][3]
- 2000 als Monument historique eingetragenes Pfarrhaus aus dem Jahr 1782[4]